# B.League
Die B.League (offiziell JAPAN PROFESSIONAL BASKETBALL LEAGUE) ist ein Dachverband japanischer Basketballligen und besteht aus den Ligen B1, B2 und B3, wobei B1 die höchste Spielklasse ist. Sie wurde durch die Japan Basketball Association gegründet.

## Geschichte
2013 wurde der japanische Basketballverband durch die FIBA gesperrt, da es mit der JBL und bj league zwei konkurrierende Ligen gab. Um diesen Zustand zu beenden, wurde 2015 die B.League gegründet, welche ihre erste Saison 2016/2017 absolvierte.
Die Saison 2019/2020 wurde wegen der COVID-19-Pandemie im März 2020 abgebrochen, ohne einen Meister zu ermitteln.

## Organisation
Die höchste Spielklasse B1 besteht aktuell (Spielzeit 2022/2023) aus 24 Mannschaften, die in 3 Divisionen aufgeteilt sind (Ost, Mitte, West). Die B2 Liga besteht aus 14 Teams und spielt in zwei Divisionen (Ost und West) und B3 besteht aus 16 Mannschaften. Pro Saison werden in der B1-Liga zwischen September und Mai 60 reguläre Saisonspiele absolviert und der Meister in Playoffs ermittelt. In die Playoffs gelangen die besten 8 Teams (die jeweils zwei besten einer Division und die zwei besten Teams der verbleibenden Mannschaften), wobei die Serien im Modus Best-of-3 ausgetragen werden (das Team gewinnt eine Serie, das zuerst zwei Spiele gewinnt). Teams können auch absteigen, wobei dies in einem Abstiegsturnier zwischen den Teams aus B1 mit der schlechtesten Bilanz und den Teams aus B2 mit der besten Bilanz ausgetragen wird. Zwischen B2 und B3 wechseln die beiden schlechtesten Teams aus B2 mit den zwei besten Teams aus B3 die Liga.

## Meisterschaften
| Saison    | Meistermannschaft   |
| --------- | ------------------- |
| 2016/2017 | Tochigi Brex        |
| 2017/2018 | Alvark Tokyo        |
| 2018/2019 | Alvark Tokyo        |
| 2019/2020 | -                   |
| 2020/2021 | Chiba Jets          |
| 2021/2022 | Utsunomiya Brex     |
| 2022/2023 | Ryukyu Golden Kings |